# Liste der Kulturdenkmäler in Eschborn
Die folgende Liste enthält die in der Denkmaltopographie ausgewiesenen Kulturdenkmäler auf dem Gebiet  der  Stadt Eschborn, Main-Taunus-Kreis, Hessen.
Hinweis: Die Reihenfolge der Denkmäler in dieser Liste orientiert sich zunächst an Stadtteilen und anschließend der Anschrift, alternativ ist sie auch nach der Bezeichnung, der vom Landesamt für Denkmalpflege vergebenen Nummer oder der Bauzeit sortierbar.
Kulturdenkmäler werden fortlaufend im Denkmalverzeichnis des Landes Hessen durch das Landesamt für Denkmalpflege Hessen auf Basis des Hessischen Denkmalschutzgesetzes (HDSchG) geführt. Die Schutzwürdigkeit eines Kulturdenkmals hängt nicht von der Eintragung in das Denkmalverzeichnis des Landes Hessen oder der Veröffentlichung in der Denkmaltopographie ab.

## Niederhöchstadt
| Bild                                                                         | Bezeichnung                                                                  | Lage                                                                             | Beschreibung | Bauzeit                | Objekt-Nr. |
| ---------------------------------------------------------------------------- | ---------------------------------------------------------------------------- | -------------------------------------------------------------------------------- | --- | ---------------------- | ---------- |
| Gesamtanlage Niederhöchstadt                                                 | Gesamtanlage Niederhöchstadt                                                 | entlang der Hauptstraße Lage                                                     | Aneinanderreihung mitteldeutscher Hofreiten mit meist stattlichen, giebelständigen Wohnhäusern und im Hofbereich traufständigen Scheunen. Niederhöchstadt besitzt eine ausgedehnte Gesamtanlage entlang seiner Hauptstraße, die beiderseits aufsteigend von dem Gebäude 287 bis 436 mit Haus Nikolausengasse 1 reicht und dort an der Straßengabelung mit den Häusern Kronberger Straße 3, 4 und 5 und Georg-Büchner-Straße 2-6 und 1-7 ausläuft. Die ehemals stark ländlich geprägte Struktur des Straßendorfes ist noch heute in diesem Bereich ablesbar. Charakteristisch ist die Aneinanderreihung mitteldeutscher Hofreiten mit meist stattlichen, giebelständigen Wohnhäusern und im Hofbereich traufständigen Scheunen. Diese bilden nach Westen einen nahezu ungestörten Scheunenkranz wehrhaften Charakters, dem sich die langgestreckten Grundstücke der Hufen mit Hausgärten und Wiesen anschließen. |                        | 45576 DDB  |
| Wohnhaus im Heimatstil um 1920                                               | Wohnhaus im Heimatstil um 1920                                               | Hauptstraße 187 LageFlur: 11, Flurstück: 83/2                                    | Wohnhaus im Heimatstil der Zeit um 1920, das konstruktive und dekorative Elemente der örtlichen Fachwerkbauten in gelungener Weise adaptiert. Rechteckiger Baukörper mit Satteldach, dem zwei große Zwerchhäuser gleicher Firsthöhe aufgesetzt sind, die Giebel teils verschiefert, teils verschindelt. Eingeschossig in konstruktivem Zierfachwerk mit sehr starken Eckständern und Streben, dekorative und gleichzeitig konstruktive Verwendung von Holznägeln, expressiv geschnittene Kopfwinkel, Gesims und Fries mit Profilierung und Zahnschnitt; ungewöhnlich eine wandhohe Verstrebung mit geschnitzter Rautenfigur. Asymmetrische Verteilung der Wandöffnungen, hölzerne Anbauten des Eingangs, des zweistöckigen Erkers, der Veranda; originale Sprossenfenster. Dekorative Kaminaufbauten. | 1915 bis 1925          | 45579 DDB  |
| weitere Bilder                                                               | Zweigeschossiges Fachwerkgebäude                                             | Hauptstraße 287 - 289 LageFlur: 1, Flurstück: 85/1                               | Zweigeschossiges Fachwerkgebäude einer historischen Gaststätte in schlichtem, konstruktivem Fachwerk des späten 18. Jahrhunderts, die Eckstreben leicht einwärts gekrümmt. Ursprünglich giebelständiger Bau, nach Süden traufständige Erweiterung, hier Rähmbalken mit Inschrift und Datierung 1632 in Zweitverwendung. Das Gebäude wurde in jüngster Zeit saniert. Die ehemalige Hofsituation mit rückwärtiger Fachwerkscheune und kleinen Fachwerk-Wirtschaftsbau mit Satteldach ist nicht erhalten und wurde durch Neubauten ersetzt. Das Fachwerkhaus ist wesentlicher Bestandteil des charakteristischen Ortsbildes von Niederhöchstadt mit seiner Reihung von Fachwerkbauten des 17. und 18. Jahrhunderts entlang der Durchgangsstraße. | Ende 18. Jahrhundert   | 45580 DDB  |
| weitere Bilder                                                               | Fachwerkwohnhaus und Tiefbrunnen                                             | Hauptstraße 291 LageFlur: 1, Flurstück: 82/2                                     | Zweigeschossiges, giebelständiges Fachwerkwohnhaus eines Zweiseithofes. Rückwärtige Scheune in konstruktivem Fachwerk des 18. Jahrhunderts mit Kellertonnengewölbe (nicht erhalten). Die schlichte Rähmkonstruktion des Wohnhauses auf hohem Sockel mit geschosshohen, in den Rähm gezapften Streben ist in die zweite Hälfte des 18. Jahrhunderts zu datieren. Die am Giebel angebrachte Jahreszahl 1622 bezieht sich wohl auf die Errichtung des Vorgängerbaus. Von ortsbildprägender Bedeutung. Auf dem Grundstück gut erhaltener Tiefbrunnen von ca. 12 Metern in Form eines Rundschachtes von ca. einem Meter Durchmesser. Das Gewände ist aus im Läuferverband gesetzten Ziegeln alten Formats und besonderer Qualität aufgemauert. Das Alter des Brunnens ist auf etwa 200 Jahre zu schätzen. Neben einem älteren Brunnen im Bereich der Burg Eppstein ist dies der einzige bekannte Gehöftbrunnen des Kreises und schon deshalb als geschichtliches und technisches Denkmal der dörflichen Wasserversorgung von besonderer Bedeutung. | Ende 18. Jahrhundert   | 45581 DDB  |
| weitere Bilder                                                               | Giebelständiges Fachwerkwohnhaus eines ehemaligen Hakenhofes                 | Hauptstraße 293 LageFlur: 1, Flurstück: 80/3                                     | Giebelständiges Fachwerkwohnhaus eines ehemaligen Hakenhofes, auf hohem Sockel mit Satteldach. Das Erdgeschoss des 1618 datierten Hauses wurde massiv erneuert, im Obergeschoss qualitätvolles Sichtfachwerk. Mannfiguren mit geschnitzten Kopfwinkelhölzern und gebogenen Streben, parallele Streben in den oberen Gefachen und Andreaskreuz, Feuerböcke in den Brüstungsgefachen. Wichtiger, den Straßenraum prägender Bestandteil der Hauptstraße. | 1618                   | 45582 DDB  |
| weitere Bilder                                                               | Giebelständiges Fachwerkwohnhaus des 17. Jahrhunderts                        | Hauptstraße 297 LageFlur: 1, Flurstück: 78,79/1                                  | Giebelständiges Fachwerkwohnhaus des 17. Jahrhunderts, kleines Fachwerknebengebäude und barocke Sandsteinpfeiler sind Bauteile einer ehemaligen Hofreite. Das zweistöckige Wohngebäude mit Satteldach in ausdrucksvollem Sichtfachwerk auf Bruchsteinsockel. Rähmkonstruktion mit starken Pfosten und Streben, diese naturwüchsig gekrümmt, das überkragende Obergeschoss mit profilierter Schwelle, Mannfiguren mit geschnitzten Eckständern und Kopfwinkelhölzern, Andreaskreuze in den Brüstungsgefachen. Das einstöckige, traufständige Nebengebäude, ebenfalls mit Sichtfachwerk, Andreaskreuz und geschweiften, nasenbesetzten Streben, unterbricht die Reihe der freistehenden Giebelbauten und belebt das bis heute hier noch geschlossene Straßenbild. | 1625 bis 1675          | 45583 DDB  |
| Verputztes, giebelständiges Fachwerkbauernhaus mit Satteldach                | Verputztes, giebelständiges Fachwerkbauernhaus mit Satteldach                | Hauptstraße 307 LageFlur: 1, Flurstück: 70/1                                     | Verputztes, giebelständiges Fachwerkbauernhaus mit Satteldach. Leichte Geschossüberstände und hervorstehende Pfettenköpfe lassen auf eine, durch Fenstervergrößerungen kaum beeinträchtigte Rähmkonstruktion des 17./18. Jahrhunderts schließen. Wichtiger Bestandteil des historischen Dorfbildes. Rückwärtig störender Neubau. | 1675 bis 1725          | 45584 DDB  |
| Giebelständiges, verputztes Fachwerkhaus einer ehemaligen Hofreite           | Giebelständiges, verputztes Fachwerkhaus einer ehemaligen Hofreite           | Hauptstraße 388 LageFlur: 1, Flurstück: 58                                       | Giebelständiges, verputztes Fachwerkhaus einer ehemaligen Hofreite (ehemals Gasthaus „Zum Schwan“) mit rückwärtigem und seitlichem, störendem Anbau. Das Erdgeschoss massiv erneuert, im Obergeschoss unter Putz Rähmkonstruktion des 17./18. Jahrhunderts. Der Bau eröffnet am südlichen Ortseingang die Reihung qualitätvoller Fachwerkbauten. | 1675 bis 1725          | 45585 DDB  |
| Giebelständiges Fachwerkwohnhaus eines ehemaligen Winkelhofes mit Satteldach | Giebelständiges Fachwerkwohnhaus eines ehemaligen Winkelhofes mit Satteldach | Hauptstraße 392 LageFlur: 1, Flurstück: 59/6                                     | Giebelständiges Fachwerkwohnhaus eines ehemaligen Winkelhofes mit Satteldach. Das Erdgeschoss massiv erneuert, Obergeschoss in qualitätvollem Sichtfachwerk der ersten Hälfte des 17. Jahrhunderts. Profilierte Schwelle, Mannfiguren mit geschnitzten Kopfwinkelhölzern, in den Brüstungsgefachen Feuerböckchen und mit Raute überlagertes Andreaskreuz, letzteres auch zur Aussteifung zwei obere Gefache übergreifend. Seitlich neuer Treppenhausanbau. Unverzichtbarer Bau des historischen Ortsbildes. | Anfang 17. Jahrhundert | 45586 DDB  |
| Giebelständiges Fachwerkwohnhaus mit Satteldach                              | Giebelständiges, verputztes Fachwerkwohnhaus mit Satteldach                  | Hauptstraße 394 LageFlur: 1, Flurstück: 53/7                                     | Giebelständiges, verputztes Fachwerkwohnhaus mit Satteldach, vermutlich der zweiten Hälfte des 17. Jahrhunderts, Erdgeschoss massiv erneuert. Erhalten blieb auch die alte, zum großen Teil originale Hofmauer entlang der Borngasse; der profilierte Kopf eines barocken Sandsteinpfeilers markiert die alte Hoftorsituation an der Ecke. Ehemals Besitz des Deutschen Ordens. | Ende 17. Jahrhundert   | 45587 DDB  |
| Winkelhofanlage des 17. Jahrhunderts                                         | Winkelhofanlage des 17. Jahrhunderts                                         | Hauptstraße 396 LageFlur: 1, Flurstück: 52/1                                     | Gut erhaltene Winkelhofanlage des 17. Jahrhunderts. Das giebelständige, verputzte Fachwerkwohnhaus z. T. im Erdgeschoss massiv erneuert, traufseitiger Geschossüberstand. Die rückwärtige Fachwerkscheune in qualitätvoller, symmetrisch angelegter Verstrebung mit naturwüchsigen, gekrümmten Streben, Stallteil und Giebelwand massiv. Wichtiger Bestandteil des historischen Dorfes. | 1625 bis 1675          | 45588 DDB  |
| Giebelständiges Wohnhaus auf erneuertem Bruchsteinsockel                     | Giebelständiges Wohnhaus auf erneuertem Bruchsteinsockel                     | Hauptstraße 398 LageFlur: 1, Flurstück: 51                                       | Giebelständiges, verputztes Wohnhaus auf erneuertem Bruchsteinsockel. Die Proportionen des Hauses, kräftigen Geschossauskragungen, kleinformatigen Fenster und hervorstehenden Pfettenköpfe lassen auf Sichtfachwerk des 17. Jahrhunderts schließen. Seitlich belanglose traufständige Erweiterung von 1910. Rückwärtige, in wichtigen Teilen erhaltene Fachwerkscheune, mit dem Wohnhaus durch Neben- und Stallgebäude verbunden. | 1625 bis 1675          | 45589 DDB  |
| Giebelständiges Fachwerkwohnhaus des 17. Jahrhunderts                        | Giebelständiges Fachwerkwohnhaus des 17. Jahrhunderts                        | Hauptstraße 406/408 LageFlur: 1, Flurstück: 165/16,173/17                        | Giebelständiges Fachwerkwohnhaus des 17. Jahrhunderts mit späterer traufständiger Erweiterung, ehemals Bäckerei. Erdgeschoss massiv erneuert, kräftig profilierter Rähm, das Obergeschoss mit reichem Zierfachwerk. Mannfiguren mit geschnitzten Kopfwinkelhölzern und gekrümmten Streben, Feuerböcke in den Brüstungsgefachen in einfacher Form und mit Nasen besetzt, in den oberen Gefachen übergreifende Andreaskreuze. Bei der Restaurierung 1986 wurde im Inneren unter der Diele ein Münzschatz mit Münzen der Mitte des 17. Jahrhunderts gefunden. | 1625 bis 1675          | 45590 DDB  |
| Giebelständiges Fachwerkwohnhaus, 17. Jahrhundert                            | Giebelständiges Fachwerkwohnhaus, 17. Jahrhundert                            | Hauptstraße 418 LageFlur: 1, Flurstück: 4/1                                      | Giebelständiges Fachwerkwohnhaus des 17. Jahrhunderts mit Satteldach, seitlich und rückwärtig moderne Anbauten. Nach Freilegung in jüngster Zeit Sichtfachwerk auf massivem Erdgeschoss. Rähmkonstruktion mit starken Pfosten und Streben. Wichtiger Bestandteil des historischen Dorfes. | 1625 bis 1675          | 45591 DDB  |
| Barockes, zweigeschossiges Wohnhaus                                          | Barockes, zweigeschossiges Wohnhaus                                          | Hauptstraße 436 LageFlur: 2, Flurstück: 298/126                                  | Barockes, zweigeschossiges Wohnhaus einer gut erhaltenen Hofreite, traufständig mit Krüppelwalmdach. Gut proportionierter und gegliederter Bau, verputztes, konstruktives Fachwerk mit regelmäßiger Anordnung rechteckiger Fenster, Erdgeschoss z. T. massiv erneuert, umlaufende Holzgesimse. Die Wirtschaftsbauten und Scheune in Backstein- und Fachwerkkonstruktion des 18./19. Jahrhunderts. Im Ortsbild von Bedeutung als Markierung der Ortserweiterung des 18. Jahrhunderts. | 1775 bis 1825          | 45592 DDB  |
| Sandsteinkreuz mit gefasstem Corpus                                          | Sandsteinkreuz mit gefasstem Corpus                                          | Hauptstraße/Katharinenstraße LageFlur: 1, Flurstück: 93                          | Sandsteinkreuz mit gefasstem Corpus, ausgehendes 18. Jahrhundert, Sockel mit Inschrift 1887 erneuert. Drei-Nagel-Typus des hingeschiedenen Christus, mit dem Kopf auf der rechten Schulter. Wirkungsvolle, detailreich mit starkem Ausdruck versehene Steinmetzarbeit. Stufenförmiges Lendentuch mit grober, aber dekorativer Gratstruktur. | Ende 18. Jahrhundert   | 45577 DDB  |
| Sandstein mit gefasstem Gusseisen-Corpus                                     | Sandstein mit gefasstem Gusseisen-Corpus                                     | Hauptstraße/Kronberger Straße/Georg-Büchner-Straße LageFlur: 2, Flurstück: 170/2 | Kruzifix, Sandstein mit gefasstem Gusseisen-Corpus. Inschrift am Sockel „ERNEUERT ZUR EHRE GOTTES / VON / MARIA KATH. HENRICH/ 1887“. Das Kreuz markiert die wenig vorausgehende Ortserweiterung Georg-Büchner-Straße und fixiert sie zeitlich. Sichtbezug von der Hauptstraße in Richtung Norden. | 1887                   | 45578 DDB  |
| weitere Bilder                                                               | Katholische Kirche St. Nikolaus                                              | Kirchgasse 4 LageFlur: 1, Flurstück: 9/1                                         | Die katholische Kirche St. Nikolaus, errichtet 1951 von den Architekten Carl Rummel und Heinrich Horvatin anstelle eines spätgotischen Vorgängerbaus, ist ein typischer puristischer Bau des Anfangs der fünfziger Jahre. Schlichter verputzter Rechteckbau mit flachem Satteldach und vorgestelltem, hohem Turm. Interessant ist die Konzeption der nahezu Nord-Süd gerichteten Kirche als Stockwerkskirche mit Gemeinderaum in dem in einer Geländestufe liegenden Untergeschoss; weitere Jugendräume im Turm. Im Innern flachgedeckter Saal, Jochgliederung mit tragenden Gurten, westliches kleines Seitenschiff. Wohlproportionierte quadratische und rechteckige Fenster mit abstrakten Glasfenstern in gebrochenen Farbtönen nach Entwürfen von Odo Tattenpach, Braunschweig, in der Nachfolge der niederländischen de Stijl-Bewegung. Vom Vorgängerbau sind Spitzbogenlaibungen in die Nordwand der Empore integriert sowie ein Sandsteintürsturz mit zwei Wappen und Datierung 1581; erhalten auch die farbig gefassten Figuren der Heiligen Nikolaus und Valentin von Joh. V. Tüchert und Marienfigur mit Kind von Joh. J. Junker, Mitte 18. Jahrhundert. Vor der Kirche: Pietà, Steinrelief, von 1957. | 1951                   | 45593 DDB  |
| Giebelständiges, barockes Wohnhaus eines Zweiseithofe                        | Giebelständiges, barockes Wohnhaus eines Zweiseithofe                        | Kronberger Straße 1 LageFlur: 2, Flurstück: 142/1                                | Giebelständiges, barockes Wohnhaus eines Zweiseithofes in städtebaulich bedeutender Lage am ehemaligen Ortsausgang, der Gabelung der Hauptstraße. Zweigeschossiger Bau von guten Proportionen in konstruktivem Fachwerk, Krüppelwalmdach. |                        | 45594 DDB  |
| Steinkreuz                                                                   | Steinkreuz                                                                   | Limesstraße 9 LageFlur: 11, Flurstück: 514/238                                   | Im Vorgarten der Villa steht das volkstümliche Steinkreuz mit Inschriftsockel, Sandstein, Datierung 1856. Corpus Gusseisen, gefasst. Künstlerisches Kulturdenkmal, zugleich historischer Hinweis auf die dortige Villenbesiedlung. | 1856                   | 45595 DDB  |
| weitere Bilder                                                               | Gründerzeitvilla „Taunusblick“                                               | Limesstraße 13 LageFlur: 11, Flurstück: 242/1                                    | Gründerzeitvilla „Taunusblick“, erbaut um 1900. Zweigeschossiger Putzbau auf hohem Sandsteinrustikasockel, Fenstergewände in Sandstein. Ineinandergeschobene Giebel, Satteldach und Krüppelwalm, auf profilierten Konsolen auskragend. Interessante Variation der Fensterformen, im Erdgeschoss große Rundbogenfenster mit Schlussstein, im Obergeschoss rechteckige Gewände mit Vorhangbögen, im Giebel gekuppelte Rundbogen- und Segmentbogenfenster. Zweistöckige Holzveranda, die reich profilierten Pfosten mit abgefasten Kanten, dekorative Balkenköpfe. Originale Sprossenfenster erhalten. | 1895 bis 1905          | 45596 DDB  |
| Zurückliegendes, traufständiges Wohnhaus auf Bruchsteinsockel                | Zurückliegendes, traufständiges Wohnhaus auf Bruchsteinsockel                | Metzengasse 1 LageFlur: 2, Flurstück: 112/2                                      | Zurückliegendes, traufständiges Wohnhaus auf Bruchsteinsockel mit Krüppelwalmdach. Erdgeschoss massiv, verputzt, im Obergeschoss Fachwerk mit Mannfiguren des 17. Jahrhunderts, naturwüchsig verwendete Hölzer; einer der ältesten Bauten im Kirchenbereich. Gewölbter Keller und seltene Dachbodentreppe aus der Entstehungszeit vorhanden. | 1625 bis 1675          | 45598 DDB  |
| Zweigeschossiges Kleinbauernhaus                                             | Zweigeschossiges Kleinbauernhaus                                             | Nikolausengasse 4 LageFlur: 1, Flurstück: 48                                     | Zweigeschossiges Kleinbauernhaus, verputztes Fachwerk des 17./18. Jahrhunderts, verschieferte Giebelseite zur Straße. Die Lage der Kirche zwischen Westerbach und Dorfstraße hatte zur Folge, dass sich im Kirchenbereich drei Gassen bildeten, die zum Westerbach hinab führen. Der giebelständige Fachwerkbau charakterisiert den historischen Altbestand dieser Gassen, außerhalb des Scheunenrandes, zugleich Teil einer kleinen Ortserweiterung wohl des 18. Jahrhunderts. | 1675 bis 1725          | 45600 DDB  |
| Bahnhof                                                                      | Bahnhof                                                                      | Steinbacher Straße 1a LageFlur: 11, Flurstück: 251/39                            | Zweigeschossiger Backsteinbau der Jahrhundertwende mit flachem Walmdach, kleinen Gauben mit Zeltdächern. Anspruchsvolle Baugliederung - bei besonderer Betonung der Bahnsteigseite mit Ecklisenen und Gesimsen, zahnschnittartige Rahmung der stichbogigen Fenster, Laibungen mit Rundstäben und Schlussstein, konsolengestützte Fensterbänke. An der Bahnsteigseite übergiebelter Mittelrisalit mit gekuppeltem Rundbogenfenster und Oculus, bekrönt von mittlerem, segmentbogigem und zwei seitlichen, pyramidalen Aufsätzen. Rückwärtig die Lage des Treppenhauses ablesbar an den höhenversetzten, seitlich von kleineren gerahmten Fenstern. Späterer polygonaler Erker und seitlicher Anbau. Die Strecke Rödelheim-Kronberg wurde 1874 durch die Kronberger Eisenbahn AG eröffnet. | Ende 19. Jahrhundert   | 45601 DDB  |